# LOVE LIFE LIVE 弥生
『LOVE LIFE LIVE 弥生』（ラブ・ライフ・ライブ やよい）は、日本の歌手である研ナオコの18枚目のオリジナルアルバム。
2008年7月7日発売。販売・発売元はunchanged records。規格品番は、NUR-70502（CD）。

## 解説
キャッチコピーは『阿木燿子&宇崎竜童コンビによる、渾身の書き下ろしを含むニューアルバム!』。
1993年にリリースした『Ago あの頃へラブレター』以来の新譜で、阿木燿子（作詞）と宇崎竜童（作曲）の2人が手がけた楽曲を中心に、全9曲が収録されている。

## 批評
| 専門評論家によるレビュー | 専門評論家によるレビュー |
| レビュー・スコア         | レビュー・スコア         |
| 出典                     | 評価                     |
| ------------------------ | ------------------------ |
| CDジャーナル             | 肯定的                   |

CDジャーナルは、「阿木燿子&宇崎竜童コンビが描く切ない女心を研ナオコが歌い上げる」と肯定的に評価している。

## 収録曲
| #         | タイトル             | 作詞       | 作曲            | 編曲      | 時間  |
| --------- | -------------------- | ---------- | --------------- | --------- | ----- |
| 1.        | 「弥生」             | 阿木燿子   | 宇崎竜童        | 入江純    | 9:46  |
| 2.        | 「シャイだった」     | 阿木燿子   | 宇崎竜童        | 古池孝浩  | 5:03  |
| 3.        | 「My body and soul」 | 阿木燿子   | 宇崎竜童        | 入江純    | 3:26  |
| 4.        | 「絶体絶命」         | 阿木燿子   | 宇崎竜童        | 古池孝浩  | 3:12  |
| 5.        | 「一年草」           | 阿木燿子   | 宇崎竜童        | 入江純    | 4:19  |
| 6.        | 「想い出ぼろぼろ」   | 阿木燿子   | 宇崎竜童        | 古池孝浩  | 4:07  |
| 7.        | 「身も心も」         | 阿木燿子   | 宇崎竜童        | 入江純    | 5:15  |
| 8.        | 「TOKYOワルツ」      | なかにし礼 | 宇崎竜童        | 古池孝浩  | 3:49  |
| 9.        | 「煌めく河」         | shu        | 古池孝浩 入江純 | 古池孝浩  | 4:11  |
| 合計時間: | 合計時間:            | 合計時間:  | 合計時間:       | 合計時間: | 43:08 |

## 楽曲解説
1. 弥生
  - 曲中に「かごめかごめ」「竹田の子守唄」「さくらさくら」を引用している。
2. シャイだった
3. My body and soul
4. 絶体絶命
  - 山口百恵が1978年に発売したシングル曲のカバー。
5. 一年草
  - 10thシングルのセルフカバー。オリジナルはハ短調だが、本作では変ロ短調に変更されている。
6. 想い出ぼろぼろ
  - 内藤やす子が1976年に発売したシングル曲のカバー。
7. 身も心も
  - ダウン・タウン・ブギウギ・バンドが1977年に発売したシングル曲のカバー。
8. TOKYOワルツ
  - 由紀さおりが1984年に発売したシングル曲のカバー。
9. 煌めく河
  - この楽曲のみ、阿木と宇崎が手がけていない作品である。

## 参加ミュージシャン
- A&E.Guitars, mandolin, programming : 古池孝浩 (Halftone Music Publisher)
- Drums : 松永俊弥
- Bass : 美久月千晴, スティング宮本, 工藤毅
- A.Piano&Keyboards : 久米由基, 倉田信雄
- Violin : 三宅典子, 弦一徹
- Strings : 弦一徹ストリングス
- Chorus : ひとみ, 大浦祐一, 三宅典子, 弦一徹